# Green's Bridge
Green's Bridge eller Great Bridge of Kilkenny, är en elegant kalkstensbro över floden Nore i centrala Kilkenny, Irland öppnad 1766.  Bron är en i en serie av fem elliptiska bågar av högkvalitativt format kalkstensmurverk med en tvåbågskulvert i öster. Dess graciösa profil, arkitektoniska designvärde och byggnadstekniska arv ger den nationell betydelse. Historikern Maurice Craig beskrev den som en av de fem finaste broarna i Irland. Den byggdes av William Colles och ritades av George Smith.

## Historik
Brons läge på norra sidan av Kilkenny har varit ett vadställe sedan åtminstone mitten av 900-talet. Den första bron där byggdes på 1100-talet av bosättare från Flandern och har byggts om flera gånger på grund av frekventa översvämningar. Själva bron är känd från medeltiden då den beskrevs som "Kilkennys bro", "Kilkennys stora bro" och "Grines Bridge". Ursprunget till namnet Green's Bridge är dock osäkert. Den "stora översvämningen 1763" förstörde den tidigare bron.
Green's Bridge ritades av George Smith och byggdes av William Colles. Colles var ägare till ett marmorverk och uppfinnare av maskiner för sågning, borrning och polering av kalksten. Smith designade en nästan sann kopia av Tiberiusbron (italienska: Ponte di Augusto e Tiberio) i Rimini, Italien, som beskrivs av Andrea Palladio I quattro libri dell'architettura (De fyra arkitekturböckerna) (1570). Parapeter tillkom under en renovering 1835.
Tillfälliga arbeten på bron, som idag används som vägbro, utförda 1969 har haft en negativ inverkan och den allmänna bedömningen är att den behöver restaureras. Den beräknade kostnaden för brons uppförande var 2828 GBP.

## Konstruktion

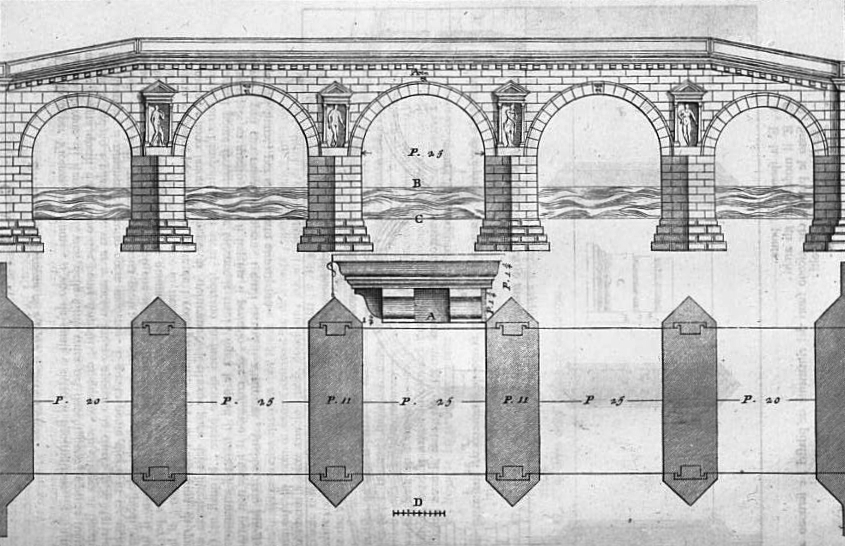
Andrea Palladio's teckning av 'Ponte di Augusto e Tiberio' i Rimini

Nore navigationsingenjör George Smith från Kilkenny utsågs att utforma Green’s Bridge. Smith hade arbetat under George Semple under byggandet av Essex Bridge (nu Grattan Bridge) i Dublin. Inom tre år efter Blackfriars Bridge-tävlingen hade Smith gjort tre framträdande stenbrodesigner i County Kilkenny. Vid Inistioge Bridge (1763), bron närmaste Nores mynning, använde Smith en design som härleddes från Robert Mylnes design för Blackfriars Bridge. I Kilkenny ritade Smith också ersättaren för John's Bridge.
Smiths design, som byggdes med skrotad kalksten, inkorporerade fem elliptiska bågar med gibbs-omringar av skuren kalksten och klädda fyrkantiga block. Med tre centrala valv och två mindre valv är den dekorerad med pedimenterade, triangulärt bearbetade, aediculer och doriska kolonner. År 1835 renoverades bron med två slumpade kalkstensbröstningar. Förutom de fem valven finns det också ett par elliptiska valv över en kulvert, varav en har blockerats med betong.
Bron byggdes om tillfälligt 1969, då den saknade parapeten på brons norra (uppströms) fasad togs bort och en fribärande stålgång tillkom. Dessa ändringsarbeten hade en negativ inverkan på brons komposition.

## Byggnation

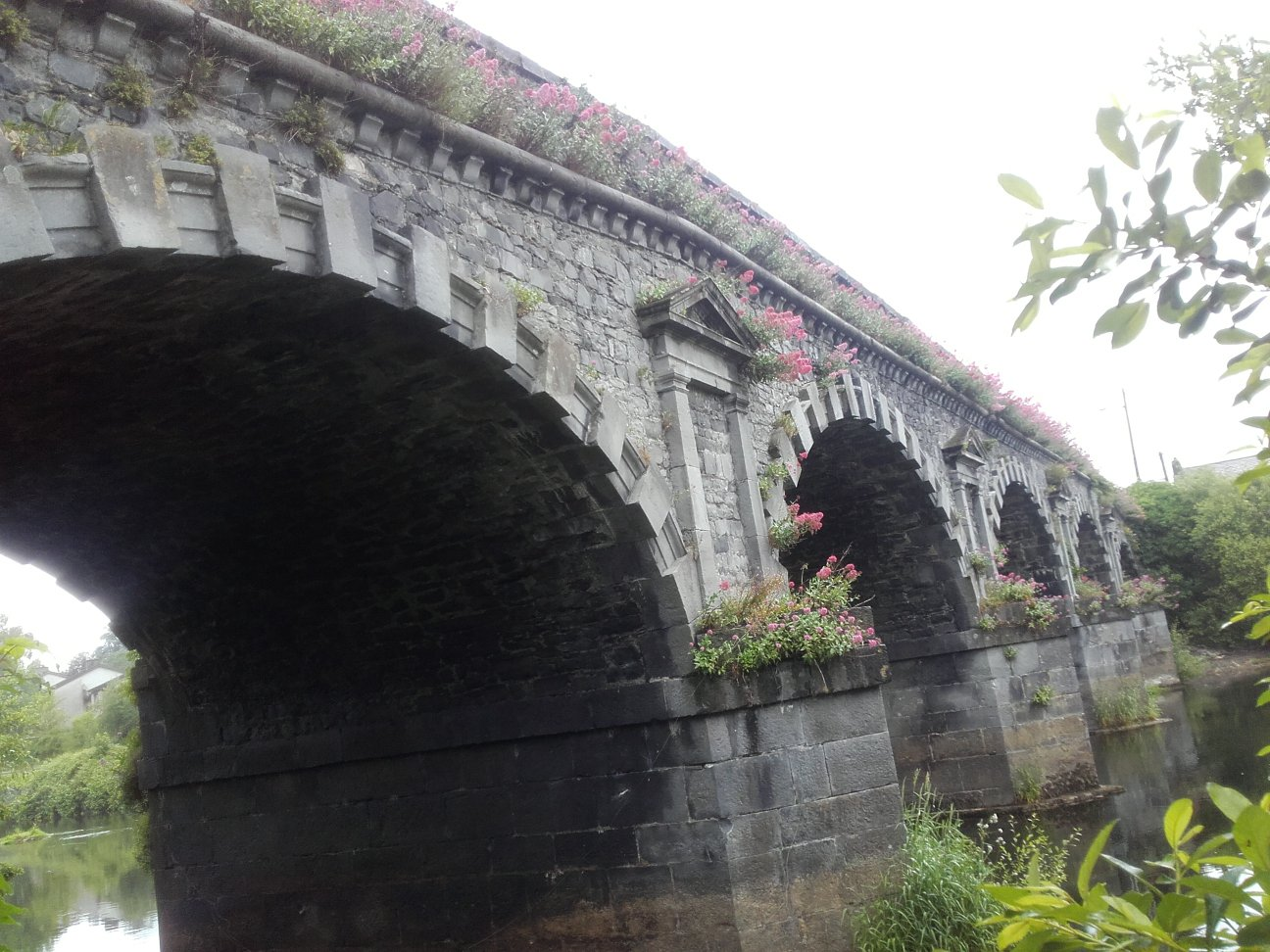
Green's Bridge in flower.

Uppgiften att bygga bron gavs till William Colles, en byggmästare och entreprenör från Kilkenny som ägde ett marmorverk vid Millmount cirka 3 km nedströms Kilkenny och Archersgrove Quarry i utkanten av staden. Archersgrove Quarry producerade Kilkenny-marmor, en finkornig kalksten med lägre kolhalt, som har blivit känt som Black Quarry på grund av färgen på slutprodukten.
Colles krediteras som uppfinnare av maskiner för sågning, borrning och polering av kalksten drivna med vattenhjul, arbeten som tidigare hade utförts för hand. En damm i floden gav vatten för att driva fram- och återgående tvärsnittade stålbandsågar med sand som slipmedel för att skära de större blocken. Floden Nore användes sedan för att transportera stora block från stenbrottet med hjälp av hästdragna flottar och/eller pråmar.